# Eclissi solare del 29 luglio 1878
L'eclissi solare del 29 luglio 1878 è un evento astronomico che ha avuto luogo il suddetto giorno attorno alle ore 21.47 UTC.
L'eclissi, di tipo totale, è stata visibile in alcune parti del Centro America (Cuba), del Nord America (Alaska e Canada) e dell'Asia.
La durata della fase massima dell'eclissi è stata di 3 minuti e 11 secondi e l'ombra lunare sulla superficie terrestre raggiunse una larghezza di 191 km.
L'eclissi del 29 luglio 1878 divenne la seconda eclissi solare nel 1878 e la 190ª nel XIX secolo. La precedente eclissi solare avvenne il 2 febbraio 1878, la seguente il 22 gennaio 1879.

## Osservazioni documentate
I giornali negli Stati Uniti hanno riportato di grandi migrazioni dal Midwest verso il percorso della totalità per vedere l'eclissi. Gli scienziati che hanno osservato l'evento da Pikes Peak, in Colorado, hanno riportato disagi tra cui il mal di montagna e tempeste di neve.

### Astronomia in alta altitudine
L'eclissi del 1878 fu un punto di svolta nell'astronomia moderna, perché era la prima volta che molti dei più noti astronomi del mondo avevano l'opportunità di fare le proprie osservazioni dalle altitudini più elevate che consentivano le Montagne Rocciose. Dopo l'eclissi del 1878, gli astronomi iniziarono a costruire osservatori in luoghi ben al di sopra del livello del mare, compresi i versanti e le cime delle montagne, una tendenza scientifica che si estese per tutto il XX secolo e fino al XXI.

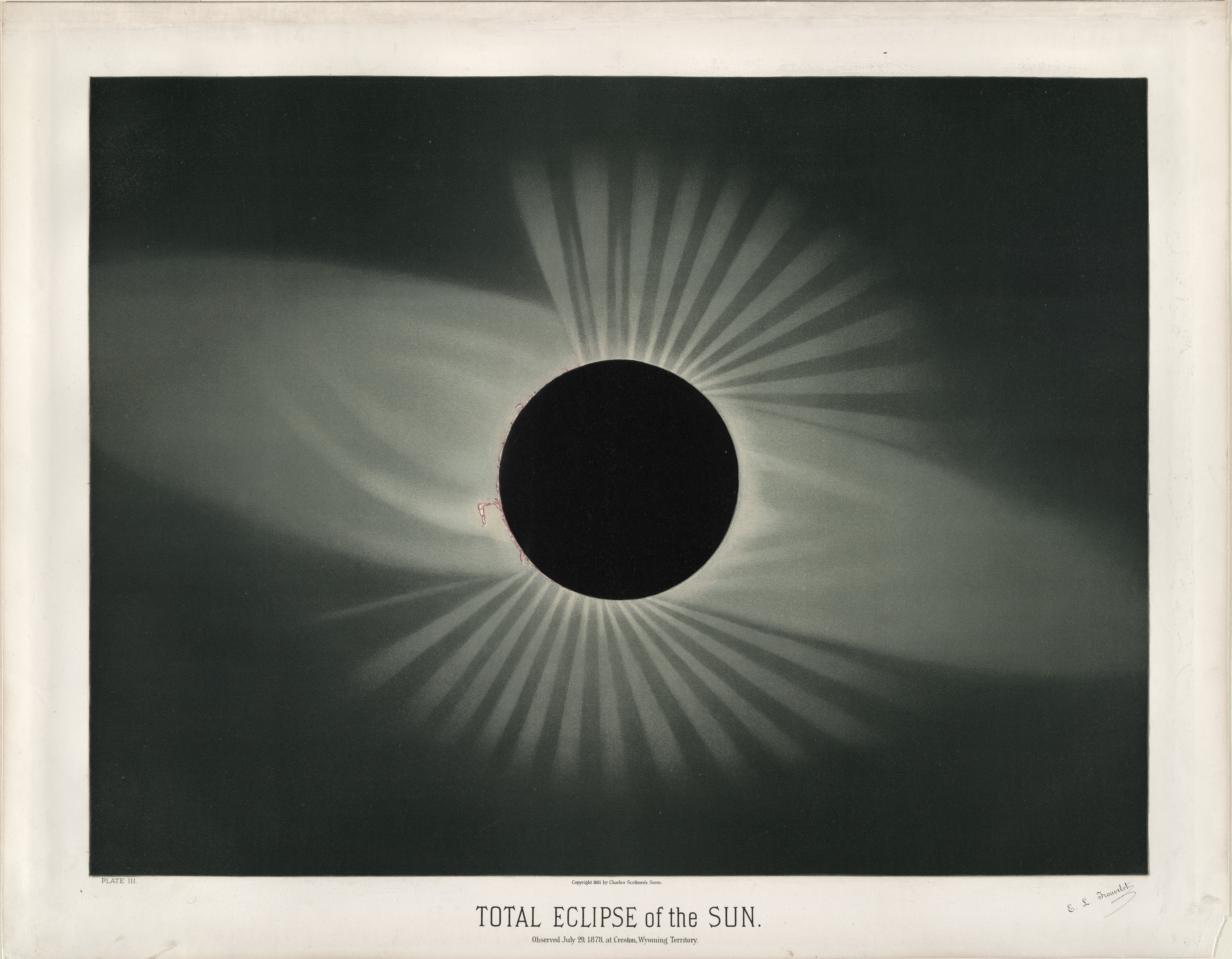
Lastra ripresa a Creston, nel territorio del Wyoming, dall'astronomo Étienne Léopold Trouvelot

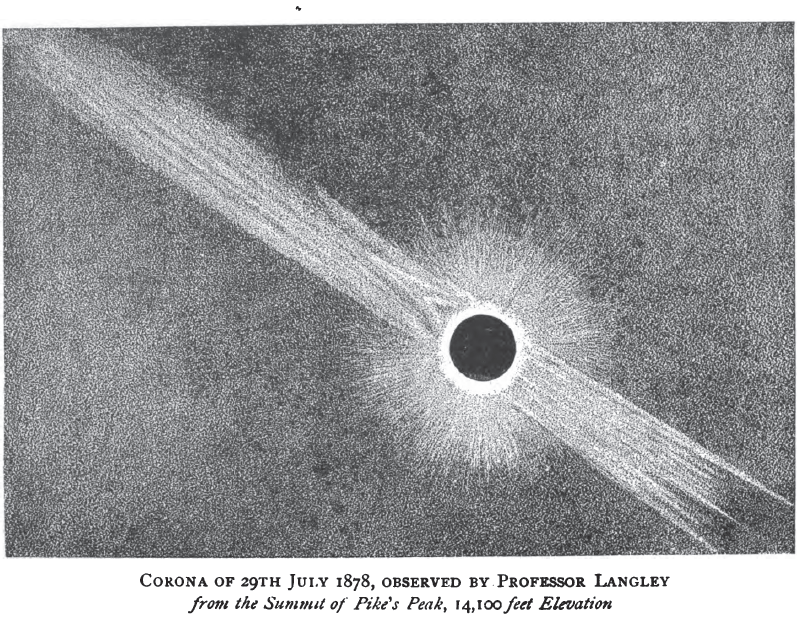
Immagine coronale ripresa dalla cima di Pikes Peak, sulle montagne rocciose, ripresa dall'astronomo e pioniere dell'aviazione Samuel Pierpont Langley

## Eclissi correlate

### Ciclo di Saros 124
L'evento appartiene alla serie 124 del ciclo di Saros che per le eclissi solari si verifica nel nodo discendente della Luna, ripetendosi ogni 18 anni, 11 giorni, contenente 73 eventi.